# Dikanäs landsfiskalsdistrikt
Dikanäs landsfiskalsdistrikt var 1918–1964 ett landsfiskalsdistrikt i Västerbottens län, bildat när Sveriges indelning i landsfiskalsdistrikt trädde i kraft den 1 januari 1918, enligt beslut den 7 september 1917. Den 1 januari 1965 avskaffades i Sverige samtliga landsfiskaler och landsfiskalsdistrikt, och deras arbetsuppgifter delades upp på de nyskapade indelningarna polisdistrikt, åklagardistrikt och kronofogdedistrikt.
Landsfiskalsdistriktet låg under länsstyrelsen i Västerbottens län.

## Ingående områden
Dikanäs landsfiskalsdistrikt omfattade del av Vilhelmina landskommun; den andra delen tillhörde Vilhelmina landsfiskalsdistrikt. Den 1 maj 1923 bildades Dikanäs kyrkobokföringsdistrikt och Vilhelmina kyrkobokföringsdistrikt i Vilhelmina församling. 1 januari 1947 utbröts Vilhelmina köping ur landskommunen, som dock helt skulle tillhöra Vilhelmina landsfiskalsdistrikt.

### Från 1918
- Del av Vilhelmina landskommun: Norra delen av landskommunen, bestående av Dikanäs kapellag samt det område av socknen, som låg norr om Huvudsjöbäcken och båda Nästansjöarna med gränslinje utefter södra stränderna, området norr om landsvägen Vilhelmina-Staburnäs samt det område som låg norr om den gamla landsvägen Vilhelmina-Lycksele.[2]

### Från 1 maj 1923
- Del av Vilhelmina landskommun: Norra delen av landskommunen, bestående av Dikanäs kyrkobokföringsdistrikt samt det område av Vilhelmina kyrkobokföringsdistrikt, som låg norr om Huvudsjöbäcken och båda Nästansjöarna med gränslinje utefter södra stränderna, området norr om landsvägen Vilhelmina-Staburnäs samt det område som låg norr om den gamla landsvägen Vilhelmina-Lycksele.[3]

### Från 1 oktober 1941
- Del av Vilhelmina landskommun: Dikanäs kyrkobokföringsdistrikt samt den del av Vilhelmina kyrkobokföringsdistrikt som var belägen norr om gränslinjen mellan å ena sidan Heligfjälls skifteslag, Nästansjö och Fredrikshalls skifteslags hemskifte, hemmanet Lomsjönäs nr 1, kronoparken Aronsjökullarne, Bäcksele och Benktestjärns skifteslag, Latikbergs och Annivare lilla skifteslag, Järvsjö skifteslags hemskifte, Hacksjö skifteslags hemskifte samt hemmanet Norrvik nr 1 och å andra sidan kronoparken Malgomajlandet, Siksjönäs skifteslag, kronoparken Varesåsen, Lövlidens skifteslag, Vilhelmina, Baksjönäs, Bergbacka och Granbergs skifteslag, Malgoviks skifteslags utskifte vid Brännsjön, kronoparken Vojmåsen, Dalasjö skifteslag, Siksjö skifteslag, Rismyrlidens skifteslag, Gransjö skifteslag samt kronoparken Hörnan.[4]

### Från 1947
- Del av Vilhelmina landskommun: Dikanäs kyrkobokföringsdistrikt samt den del av Vilhelmina kyrkobokföringsdistrikt som var belägen norr om gränslinjen mellan å ena sidan Heligfjälls skifteslag, Nästansjö och Fredrikshalls skifteslags hemskifte, hemmanet Lomsjönäs nr 1, kronoparken Aronsjökullarna, Bäcksele och Benktestjärns skifteslag, Latikbergs och Annivare lilla skifteslag, Järvsjö skifteslags hemskifte, Hacksjö skifteslags hemskifte samt hemmanet Norrvik nr 1 och å andra sidan kronoparken Malgomajlandet, Siksjönäs skifteslag, kronoparken Varesåsen, Lövlidens skifteslag, Vilhelmina köping, Malgoviks skifteslags utskifte vid Brännsjön, kronoparken Vojmåsen, Dalasjö skifteslag, Siksjö skifteslag, Rismyrlidens skifteslag, Gransjö skifteslag samt kronoparken Hörnan.

### Från 1952
- Del av Vilhelmina landskommun: Dikanäs kyrkobokföringsdistrikt samt den del av Vilhelmina kyrkobokföringsdistrikt som var belägen norr om gränslinjen mellan å ena sidan Heligfjälls skifteslag, Nästansjö och Fredrikshalls skifteslags hemskifte, hemmanet Lomsjönäs nr 1, kronoparken Aronsjökullarne, Bäcksele och Benktestjärns skifteslag, Latikbergs och Annivare lilla skifteslag, Järvsjö skifteslags hemskifte, Hacksjö skifteslags hemskifte samt hemmanet Norrvik nr 1 och å andra sidan kronoparken Malgomajlandet, Siksjönäs skifteslag, kronoparken Varesåsen, Lövlidens skifteslag, Vilhelmina köping, Baksjönäs, Bergbacka och Granbergs skifteslag, Malgoviks skifteslags utskifte vid Brännsjön, kronoparken Vojmåsen, Dalasjö skifteslag, Siksjö skifteslag, Rismyrlidens skifteslag, Gransjö skifteslag samt kronoparken Hörnan.